# Iwona Kosiorek
Iwona Kosiorek, née le 2 août 1984 est une taekwondoïste polonaise.

## Palmarès

### Championnats d'Europe
- Médaille de bronze des +73 kg du Championnat d'Europe 2010 à Saint-Pétersbourg, (Russie)
- Médaille d'or des +72 kg du Championnat d'Europe 2005 à Riga, (Lettonie)